# Kovanluk, Merošina
Kovanluk (izvirno srbsko Кованлук) je naselje v Srbiji, ki upravno spada pod Občino Merošina; slednja pa je del Niškega upravnega okraja.

## Demografija
V naselju živi 226 polnoletnih prebivalcev, pri čemer je njihova povprečna starost 43,2 let (41,4 pri moških in 45,1 pri ženskah). Naselje ima 72 gospodinjstev, pri čemer je povprečno število članov na gospodinjstvo 3,69.
To naselje je, glede na rezultate popisa iz leta 2002, večinoma srbsko, a v času zadnjih treh popisov je opazno zmanjšanje števila prebivalcev.
|  |

| Demografija | Demografija     | Demografija     |
| Leto        | Št. prebivalcev | Št. prebivalcev |
| ----------- | --------------- | --------------- |
|             |                 |                 |
|             |                 |                 |
|             |                 |                 |
|             |                 |                 |
| 1948        | 304             |                 |
| 1953        | 336             |                 |
| 1961        | 326             |                 |
| 1971        | 300             |                 |
| 1981        | 332             |                 |
| 1991        | 303             | 303             |
| 2002        | 267             | 266             |
|             |                 |                 |

| Etnična sestava po popisu iz leta 2002 | Etnična sestava po popisu iz leta 2002 | Etnična sestava po popisu iz leta 2002 | Etnična sestava po popisu iz leta 2002 | Etnična sestava po popisu iz leta 2002 |
| -------------------------------------- | -------------------------------------- | -------------------------------------- | -------------------------------------- | -------------------------------------- |
| Srbi                                   | Srbi                                   |                                        | 265                                    | 99,62%                                 |
| Neznano                                | Neznano                                |                                        | 1                                      | 0,37%                                  |